# Мальцев Віталій Володимирович
Віта́лій Володи́мирович Ма́льцев (15 лютого 1946, Харків) — український віолончеліст, концертмейстер оркестру Національної філармонії України, народний артист України (2016).

## Життєпис
1970 — закінчив Харківський інститут мистецтв (клас Георгія Авер'янова).
1971—1995 — артист симфонічного оркестру, концертмейстер групи віолончелей Київського театру опери та балету імені Тараса Шевченка.
1995—2002 — артист Національного ансамблю солістів «Київська камерата».
З 2002 — концертмейстер групи віолончелей Академічного симфонічного оркестру Національної філармонії України.
Виступав у країнах Європи, США, Японії.
Лауреат низки республіканських та всеукраїнських конкурсів і фестивалів.

## Визнання
- 2003 — заслужений артист України[2]
- 2016 — народний артист України[1]